# Theodor von Sickel
Theodor von Sickel (Aken, 1826. december 18. – Merano, 1908. április 21.) német-osztrák esszéíró, középkorász, író és egyetemi tanár.

## Élete
Poroszországban született. Halléban, majd Berlinben végezte tanulmányait és ezután Bécsben kezdett tanítani. Tanulmányi utat tett Párizsba és levéltári kutatásokat végzett külföldön. 1855-ben magántanár, 1857-ben rendkívüli és 1867-ben rendes tanár lett a bécsi egyetemen. 1867-ben azonfelül az Institut für österreichische Geschichtsforschung igazgatójává tették. Ebben az állásban kitűnő sikerrel avatta be tanítványait a történelmi kritika és a történelmi segédtudományok titkaiba. A Magyar Tudományos Akadémia 1887-ben választotta kültagjává. 1892-ben nyugalomba vonult, de a Rómában alapított Istituto austriaco di studi storicinak igazgatóságát megtartotta. 1884-ben a császár lovaggá, 1889-ben pedig az urak házának tagjává tette. 1887-ben megkapta a Pro litteris et artibus érdemrendet. A diplomatika úttörője, az írás és stílusjegyek vizsgálatával gazdagította az kutatások fegyvertárát.
A Monum. Germaniae vállalatnak Diplomata osztályában kiadta az I. Konrád idejétől kezdve III. Ottóig terjedő köteteket (Hannover, 1879-94). Megalapítója és egyik szerkesztője a Mittheilungen des Instituts für österr. Geschichtsforschung című folyóiratnak (Innsbruck, 1880 s köv.).

## Nevezetesebb művei
- Monumenta graphica medii aevi ex archivis et bibliothecis imperii Austriaci collecta (Bécs, 1858-82, 10 füzet)
- Schrifttafeln aus dem Nachlass von U. F. von Kopp (uo. 1870)
- Beiträge zur Diplomatik (8 kötet, uo. 1861-83)
- Acta regum et imperatorum Carolinorum (2 kötet, 1872)
- Zur Geschichte des Konzils von Trient (uo. 1872)
- Alcuinstudien (uo. 1875)
- Über Kaiserurkunden in der Schweiz (Zürich, 1877)
- Kaiserurkunden in der Schweiz (Zürich, 1877)
- Kaiserurkunden in Abbildungen (Sybellel együtt, 11 füzet, Berlin, 1880-91)
- Das Privilegium Otto's I. für die römische Kirche (Innsbruck, 1883)
- Liber diurnus Romanorum pontificum (Bécs, 1889)
- Prolegomena zum Liber diurnus (2 füzet, uo. 1889)
- Diplomi imperiali e reali delle cancellarie d'Italia (Cipollával, Róma, 1892 s köv.)
- Römische Berichte (Bécs, 1895).